# Kap Bismarck
Kap Bismarck är en udde i Grönland (Kungariket Danmark). Den ligger i den nordöstra delen av Grönland, utanför Danmarkshavn, 1 800 km nordost om huvudstaden Nuuk.
Terrängen inåt land är platt åt sydost, men åt nordväst är den kuperad. Havet är nära Kap Bismarck åt sydost.  Det finns inga samhällen i närheten. Trakten runt Kap Bismarck är permanent täckt av is och snö.